# Brunn-Wolfholz
Die Flur Brunn-Wolfholz in Brunn am Gebirge in Niederösterreich am Stadtrand von Wien weist mehrere Siedlungen der ältesten Linearbandkeramischen Kultur (LBK) auf, die zu den ältesten überhaupt zählen. Weiters ist in der Flur ein awarisches Gräberfeld belegt.

## Lage
Die Fundstellen liegen im Ortsteil Wolfholz auf würmzeitlichen Terrassenschottern (jüngerer Steinfeldschotter) über pannonischen Lehmen. Das Gelände wurde ursprünglich vom Kleinen Krotenbach durchflossen.

## Forschungsgeschichte
Die Reste der Siedlung Wolfholz 1 wurden 1989 durch den Wiener Archäologen Peter Stadler (Naturhistorisches Museum Wien) entdeckt und in den Jahren 1989 bis 2005 ausgegraben.

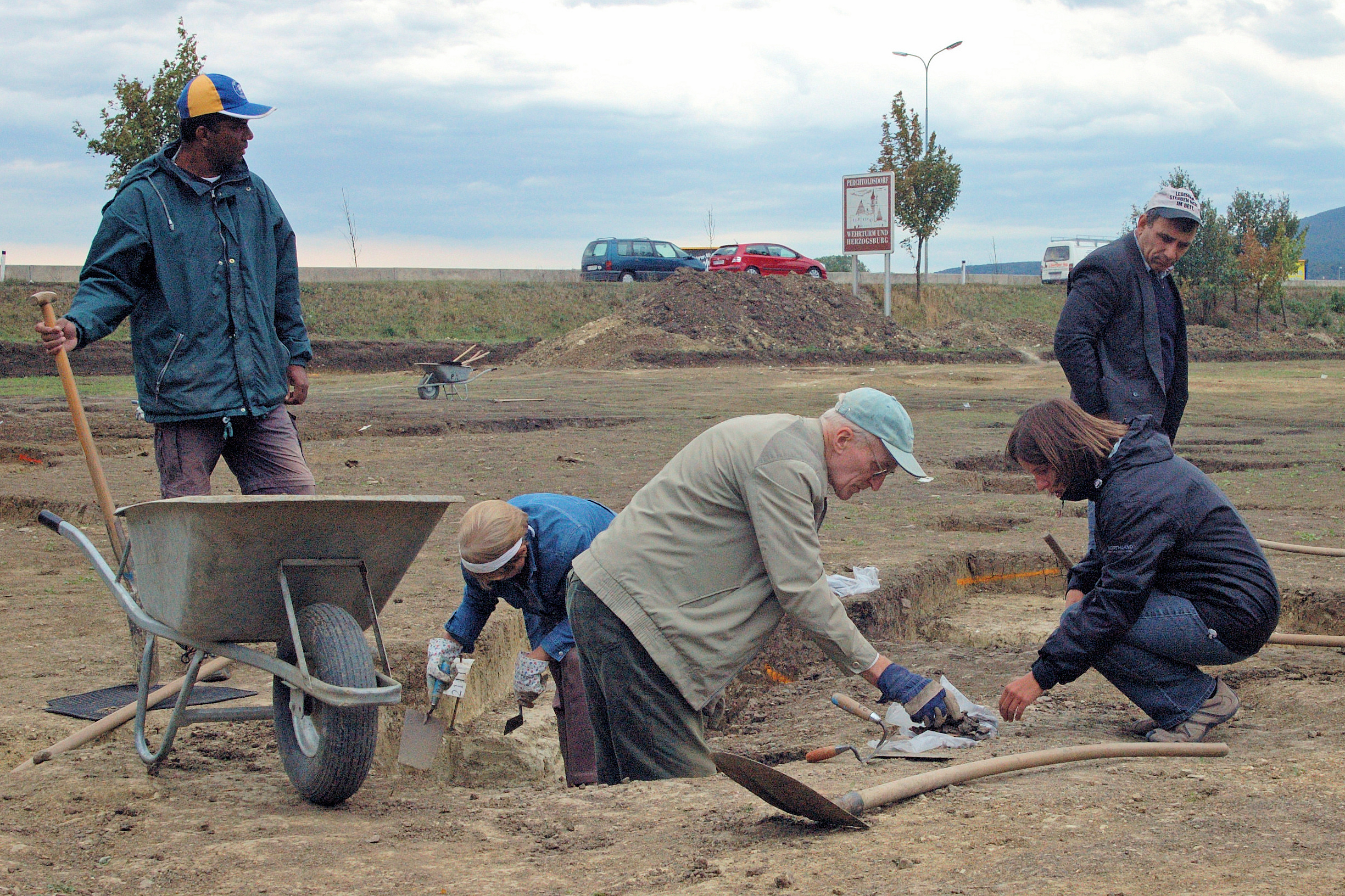
Ausgrabungen in Brunn-Wolfholz 2012

| Fläche | Datierung | Fundstelle | Ausmaß  | Jahr |
| ------ | --------- | ---------- | ------- | ---- |
| 1      | LBK       | 1–3        | 1636683 | 1989 |
| 2      | LBK       | 2          | 397655  | 1990 |
| 3      | LBK       | 2          | 209579  | 1990 |
| 4      | LBK       | 2          | 48838   | 1991 |
| 5      | LBK       | 2          | 94745   | 1991 |
| 6      | LBK       | 2          | 707934  | 1991 |
| 7      | LBK       | 2          | 1370586 | 1992 |
| 8      | LBK       | 2          | 34128   | 1992 |
| 9      | LBK       | 2          | 506147  | 1993 |
| 10     | LBK       | 2          | 34054   | 1993 |
| 11     | LBK       | 2          | 661950  | 1994 |
| 12     | LBK       | 4          | 267473  | 1997 |
| 13     | FMA       |            | 400717  | 1997 |
| 14     | FMA       |            | 805782  | 1998 |
| 15     | LBK       | 3          | 2603868 | 1992 |
| 16     | LBK       | 5          | 114434  | 1999 |
| 17     | LBK       | 1          | 528682  | 2004 |
| 18     | LBK       |            | 46516   | 2005 |
| 19     | LBK       | 2, 6       | 443899  | 2005 |

## Datierung
Die Siedlung Brunn-Wolfholz wurde mittels der Radiokarbonmethode datiert. Insgesamt wurden 42 Proben von Holzkohle (Eiche), Knochen, Keramik und Birkenpech untersucht. Brunn-Wolfholz wurde auf 5650–5075 v. Chr. (cal.) datiert. Das macht sie zu einer der ältesten bisher bekannten Siedlungen der Linearbandkeramischen Kultur. Wolfholz 2 ist der älteste Teil der Siedlung. Stadler und Kotova wollen Brunn-Wolfholz 2 mit Jiri Pavúks Nitra-Phase gleichsetzen und halten sie für älter als Szentgyörgyvölgy-Pityerdomb. Absolut wird Wolfholz 2 zwischen 5650 und 5485 BC cal. datiert.
Innerhalb der Siedlung 2 ordnen sie die Häuser 18, 74, 19, 25, 29 16, 11, 21, 15, 14 und 57 einer älteren, 10, 9, 6, 17, 13, 12, 60, 23, 20, 7, 24, 69, 28, 31, 27 und 22 einer jüngeren Phase (ab 5460 v. Chr.) zu, wobei letztere mit Befunden von Wolfholz 3 überlappt.

## Bandkeramische Siedlungsstruktur
Es wurden 77 Hausgrundrisse durch Ausgrabung oder geomagnetische Prospektion entdeckt. Die Siedlung umfasste eine Fläche von mindestens 10 ha. Die Gebäude sind in sechs Gruppen angeordnet (Wolfholz 1-6), in Nord-Süd-Richtung orientiert, um 20 m lang und 7–8 m breit.

## Bandkeramische Funde

### Keramik
Die Keramik ist organisch gemagert und weitgehend unverziert. Es wurden Schalen, Kümpfe, Flaschen, Knickwandschüsseln und Schalen mit Standfuß gefunden. Zwei keramische Löffel sind seltene Sonderformen, die sonst nur aus Mähren und Neckenmarkt bekannt sind.
| Fundstelle | Keramik   |
| ---------- | --------- |
| 1          | 74,54 kg  |
| 2a         | 125,88 kg |
| 2b         | 313,89 kg |
| 3          | 251,71 kg |

### Silex
Es wurden ca. 10.000 Silices gefunden, meist aus Szentgál-Radiolarit. Aber auch Mauer-Hornstein und lokale Donauschotter sind vertreten. Trapeze sind häufig.

## Wirtschaft
Die Siedlungen liegen auf der fruchtbaren Schwarzerde. Am Gießhübel nordöstlich der Fundstellen stehen Radiolarite an, die vielleicht als lithisches Rohmaterial genutzt wurden.

## Awarische Befunde
Außer den bandkeramischen Funden wurden auch awarische Reste entdeckt, darunter drei awarische Holzbrunnen (Befunde 823, 824, 1288) und drei Gruben (Befunde 970, 1241, 1242). Sie enthielten auch handgemachte Siedlungskeramik, ein für Österreich seltener Fund. Neben Töpfen kamen auch Backglocken vor.
42 Gräber datieren in das 6. Jahrhundert. Sie lagen zwischen Brunner Straße, Mühlgasse und Brunner Feld-Straße und fielen dem Bau einer Agip-Tankstelle zum Opfer. Die Gräber waren, bis auf eine mögliche Ausnahme (Grab 24), beraubt. Die Gräber sind in Reihen angelegt, die Bestattungen waren WSW-ONO orientiert, mit dem Blick nach Osten. Neun Bestattungen enthielten weibliche, vier wahrscheinlich weibliche, zehn männliche und drei wahrscheinlich männliche Individuen.